# Stazione di Matsubara-Danchi
La stazione di Dokkyodaigakumae (獨協大学前駅?,  Dokkyodaigakumae) è una stazione ferroviaria della città di Sōka, nella prefettura di Saitama, in Giappone, ed è servita dalla linea Tōbu Sky Tree delle Ferrovie Tōbu. Presso di essa fermano solo i treni locali.

## Linee
Ferrovie Tōbu
● Linea Tōbu Isesaki (Linea Tōbu Sky Tree)

## Struttura
La stazione, è dotata di un marciapiede a isola con due binari passanti su viadotto, all'esterno dei quali si trovano altri 2 binari di transito per i treni espressi e rapidi. La banchina è collegata al mezzanino sottostante da scale fisse, mobili e ascensori.
| 1 | ● Linea Tōbu Sky Tree | per Sōka, Kita-Senju, Tōkyō Sky Tree e Asakusa via linea Hibiya per Naka-Meguro |
| 2 | ● Linea Tōbu Sky Tree | per Shin-Koshigaya, Kasukabe, Tōbu Dōbutsukōen, Kuki e Tōbu Nikkō               |

## Stazioni adiacenti
| «                  | Servizio               | »                  |
| Linea Tōbu Isesaki | Linea Tōbu Isesaki     | Linea Tōbu Isesaki |
| ------------------ | ---------------------- | ------------------ |
| Sōka               | Locale                 | Shinden            |
| Transito           | Semiespresso sezionale | Transito           |
| Transito           | Espresso sezionale     | Transito           |
| Transito           | Espresso               | Transito           |
| Transito           | Semiespresso           | Transito           |
| Transito           | Rapido                 | Transito           |
| Transito           | Rapido sezionale       | Transito           |